# Махнёва, Ксения Олеговна
Ксе́ния Оле́говна Махнёва (30 ноября 1995, Кирово-Чепецк, Кировская область) — российская легкоатлетка, мастер спорта России.

## Биография
Родилась и начала выступать в соревнованиях в городе Кирово-Чепецке (первые тренеры — Наталья Леонидовна и Игорь Сергеевич Малых). В 2013 году переехала в Чебоксары, где училась в Училище олимпийского резерва (ЧССУОР), после окончания которого поступила в Чувашский государственный университет имени И. Н. Ульянова.
Её первым международным успехом стала победа в 2013 году на проходившем в Боровце (Болгария) Чемпионате Европы по горному бегу в командных выступлениях юниорок в дисциплине 3,5 км, когда её результат вошёл в общекомандный зачёт сборной России.
С 2017 года выступает на межрегиональных и всероссийских соревнованиях на дистанциях от 1500 метров до полумарафона. Является призером российских соревнований в беге на длинных дистанциях.
26 апреля 2019 года стала победителем чемпионата России по кроссу, проходившего в Суздале (с результатом 16:44).
На состоявшемся 5 мая 2019 года Казанском международном марафоне (имевшем статус чемпионата России по марафону) стала второй в полумарафоне с результатом 1 час 13 минут 3 секунды.

## Достижения
- Чемпион Европы по горному бегу в командных выступлениях юниорок в дисциплине 3,5 км (2013)
- Чемпион России по легкоатлетическому кроссу (2019)
- Серебряный призёр чемпионата России по марафону на дистанции полумарафона (2019)